# Informační věk

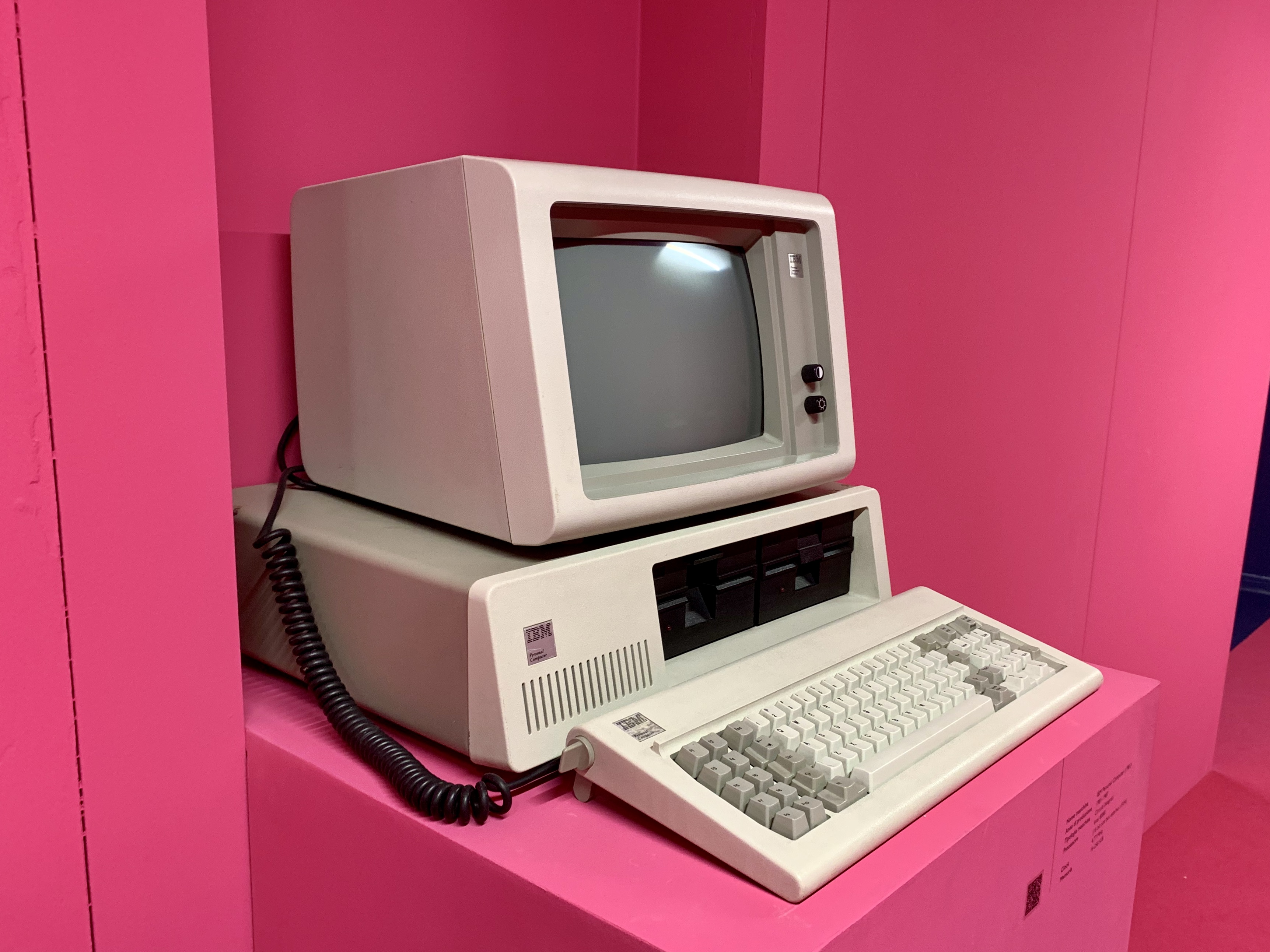
Osobní počítač IBM z roku 1981

Informační věk, či také počítačový věk, digitální věk nebo věk nových médií, jsou označení pro historické období, v němž zásadní roli hrají digitální a elektronické technologie, jak v ekonomice, tak v sociálních vztazích. Za symbolický začátek této éry bývá často uváděn vynález tranzistoru (1947), tranzistoru MOSFET (1960) nebo mikroprocesoru (1968). Za důležitý mezník je také považován vynález Arpanetu (první informační sítě) v roce 1969. Všechny tyto vynálezy ovšem dostaly možnost měnit široce společnost a sociální vztahy až mnohem později, pojem informační revoluce se tak pojí s masovým nástupem televize (zhruba 60. léta 20. století), osobních počítačů (zhruba 80. léta), internetu a mobilů (zhruba 90. léta). Za důležité technologické mezníky bývají též označovány vynález magnetické pásky, audiokazety, videokazety, protokolu TCP/IP, optického vlákna, digitální kamery, disketové jednotky, operačních programů MS-DOS, Windows, Linux a Android, CD disku, World Wide Webu, vyhledávače Google, Wikipedie, sociální sítě Facebook, ADSL, Wi-Fi, modemu, Skypu, Youtubu či bitcoinu.
Informační věk se také někdy dělí do tří fázi, v první byly dominantními vynálezy telefon, rozhlas a televize, ve druhé internet, satelit a mobilní telefon, ve třetí pak propojení médií z první a druhé fáze, plus sociální sítě. Mezi první a druhou fází kulminovala tzv. digitální revoluce, přechod z analogových a mechanických technologií na technologie digitální. Technologické dějiny informačního věku jsou zmapované poměrně precizně, ovšem o dopadech na společnost, politiku, ekonomiku a obecně sociální vztahy se zatím spíše jen diskutuje a spekuluje. Někteří například tvrdí, že informační věk dynamizoval kapitalistický systém a přivedl ho k vrcholu (viz též digitální ekonomika), jiní tvrdí, že ho podkopává. Jedni vidí tuto éru jako éru kreativity a možností (technologický utopismus, technooptimismus, transhumanismus), jiní jako tvořivost ubíjející a umožňující bezprecedentní kontrolu nad lidmi a manipulaci. Předmětem zájmu je také vztah informačních technologií a globalizace, ekonomické i kulturní.
S informačním věkem souvisejí i další pojmy a koncepty jako postindustriální společnost (David Riesman), informační společnost (Manuel Castells), globální vesnice (Marshal McLuhan), postmoderní éra (Jean-Francois Lyotard), konec dějin (Francis Fukuyama), neotribalismus (Michel Maffesoli), společnost vědění, kreativní třída, postfaktická doba, postdemokracie atp. Všechny tyto pojmy lze chápat jako pojmenování jistých rysů informačního věku, anebo naopak základní charakteristiky informačního věku lze chápat jako podřízené vyšším zákonitostem pojmenovaným v těchto konceptech (např. technologický determinismus). 